# Grube Schauinsland
Die Grube Schauinsland (im 19. Jahrhundert auch Erzkasten) war ein Silber- und Bleibergwerk östlich von Freiburg im Breisgau, ab dem 19. Jahrhundert wurde zudem Zinkerz abgebaut. Der Abbau währte vom 13. Jahrhundert bis 1954, seit 1997 ist Grube Schauinsland ein Besucherbergwerk.

## Geologie
Die Grube liegt im südlichen Zentralschwarzwald, direkt südlich des 1284 m hohen Gipfels Schauinsland. Es existieren zahlreiche Gänge, die sehr steil nach Westen einfallen und weitgehend parallel zum Oberrheingraben verlaufen. Die Gänge bestehen aus Quarz-Schwerspat-Karbonat und enthalten abbauwürdige Quantitäten von Zinkblende und Bleiglanz. Als Nebengestein stehen Gneis und Anatexite an. Die abbauwürdigen Hauptgänge liegen in einem Areal von 1,7 km Breite und 3,4 km Höhe im Umfeld des Gipfels Schauinsland. Abgebaut wurde bis in 900 m Teufe.

## Geschichte

### 13. Jahrhundert bis 17. Jahrhundert: Spätes Mittelalter
Der Bergbau am Schauinsland begann spätestens im frühen 13. Jahrhundert mit dem Bau der Bergbausiedlung Dieselmuot, südwestlich von Hofsgrund in der Nähe des Haldenhofes. Einen ersten Höhepunkt des Bergbaus bezeugen die aufwändig gestalten Kirchenfenster im Freiburger Münster aus dem 14. Jahrhundert zum Thema Bergbau auf dem Schauinsland. Aus dem Jahre 1372 datiert eine der ältesten Bergordnungen Europas, das Dieselmuoter Bergweistum, es regelte den Abbau in der Region Schauinsland unter Graf Egino III. von Freiburg, dazu wurden alle Beteiligten auf dem Haldenhof zusammengeführt. Im 15. Jahrhundert wurde der Bergbau stark zurückgefahren, vor allem auf Grund des durch Raubbau ausgelösten Holzmangels und Streitigkeiten mit dem Kloster Oberried als Grundeigentümer. Mit Einsetzen des Dreißigjährigen Krieges ab 1618 und Pest-Epidemien kam der Bergbau in der Region weitgehend zum vollständigen Erliegen.

### 17. Jahrhundert bis 20. Jahrhundert: Neuzeit

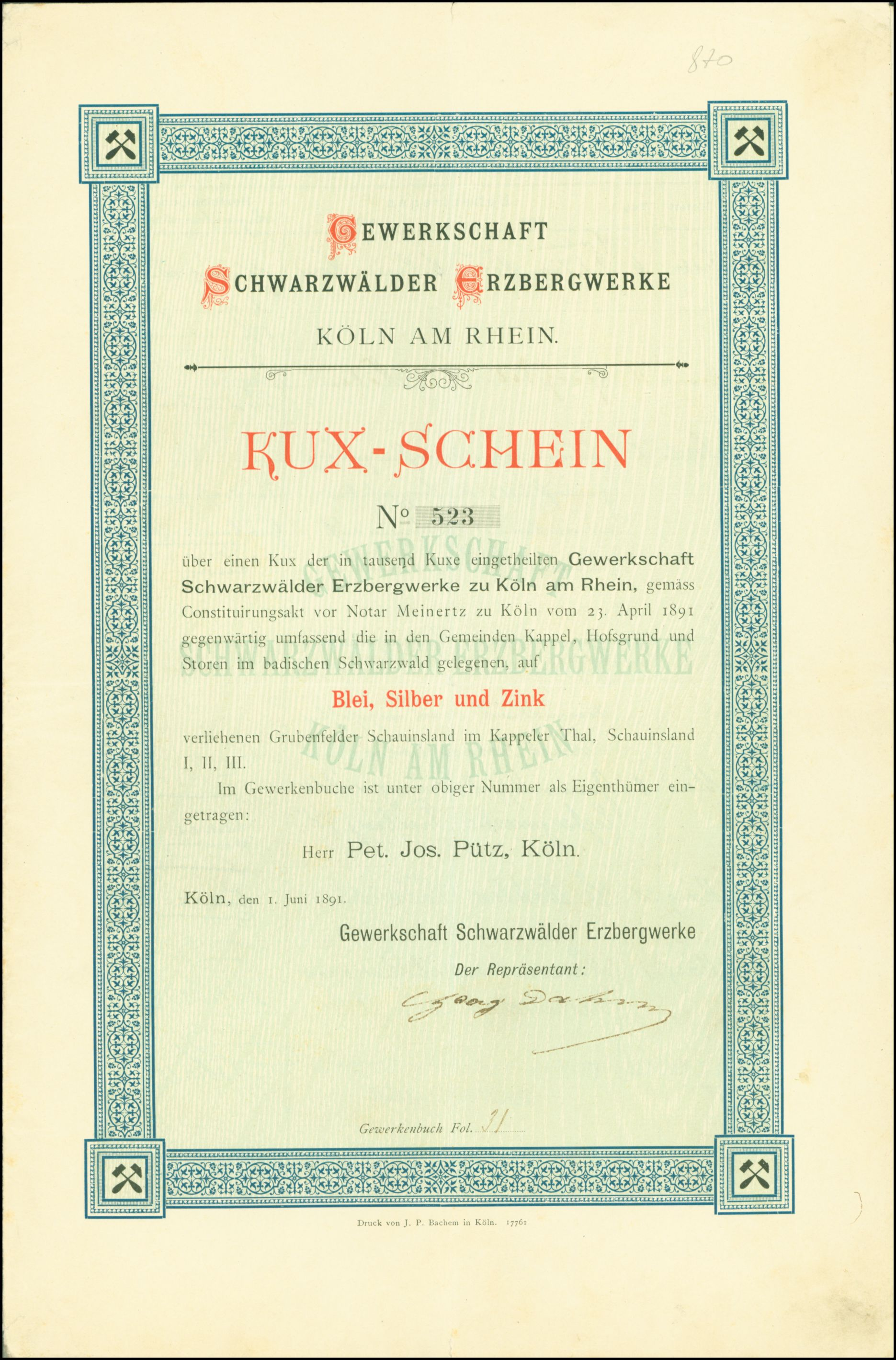
Kux-Schein der Gewerkschaft Schwarzwälder Erzbergwerke vom 1. Juni 1891

Nach den Kriegswirren begann systematischer Abbau erst wieder ab 1724. In dieser Zeit wurden auf dem Schauinsland überwiegend Grünbleierz und Bleiglanz abgebaut und auch vor Ort verhüttet. Ab dem 18. Jahrhundert erwachte das wirtschaftliche Interesse an Blei, was zu einer starken Nachfrage führte. Die Jahre 1744 bis 1794 zeigten einen vernehmlichen Aufschwung, abgebaut wurde bevorzugt auf dem Barbara- und Gsprenggang. Die Blütezeit endete jedoch um den Jahrhundertwechsel, ab 1803 wurde berichtet, dass 19 Stollen in der Region bekannt sind, aber keiner mehr zugänglich ist. Bis 1876 ruht der Bergbau. Dann begann Carl von Roggenbach mit erneutem Ausbau. Ab 1891 übernahmen die in Köln gegründeten Schwarzwälder Erzbergwerke die Ausbeutung der Lagerstätte. Die folgenden 30 Jahre wurde intensiv Abbau betrieben, ab 1923 wurden die Schürfrechte an die Bergbau-AG Lothringen übertragen. Die sinkenden Weltmarktpreise für Blei und Zink führten 1930, während der Weimarer Republik zur Grubenschließung.
Nur wenige Jahre später, ab 1935, wurde der Grubenbetrieb wieder aufgenommen, diesmal durch die Stolberger Zink AG. 1945 bis 1946 gab es eine Betriebsunterbrechung, ab dem 31. Oktober 1954 musste der Betrieb schließlich endgültig stillgelegt werden, verminderte Rentabilität und sinkende Weltmarktpreise erzwangen die Schließung.

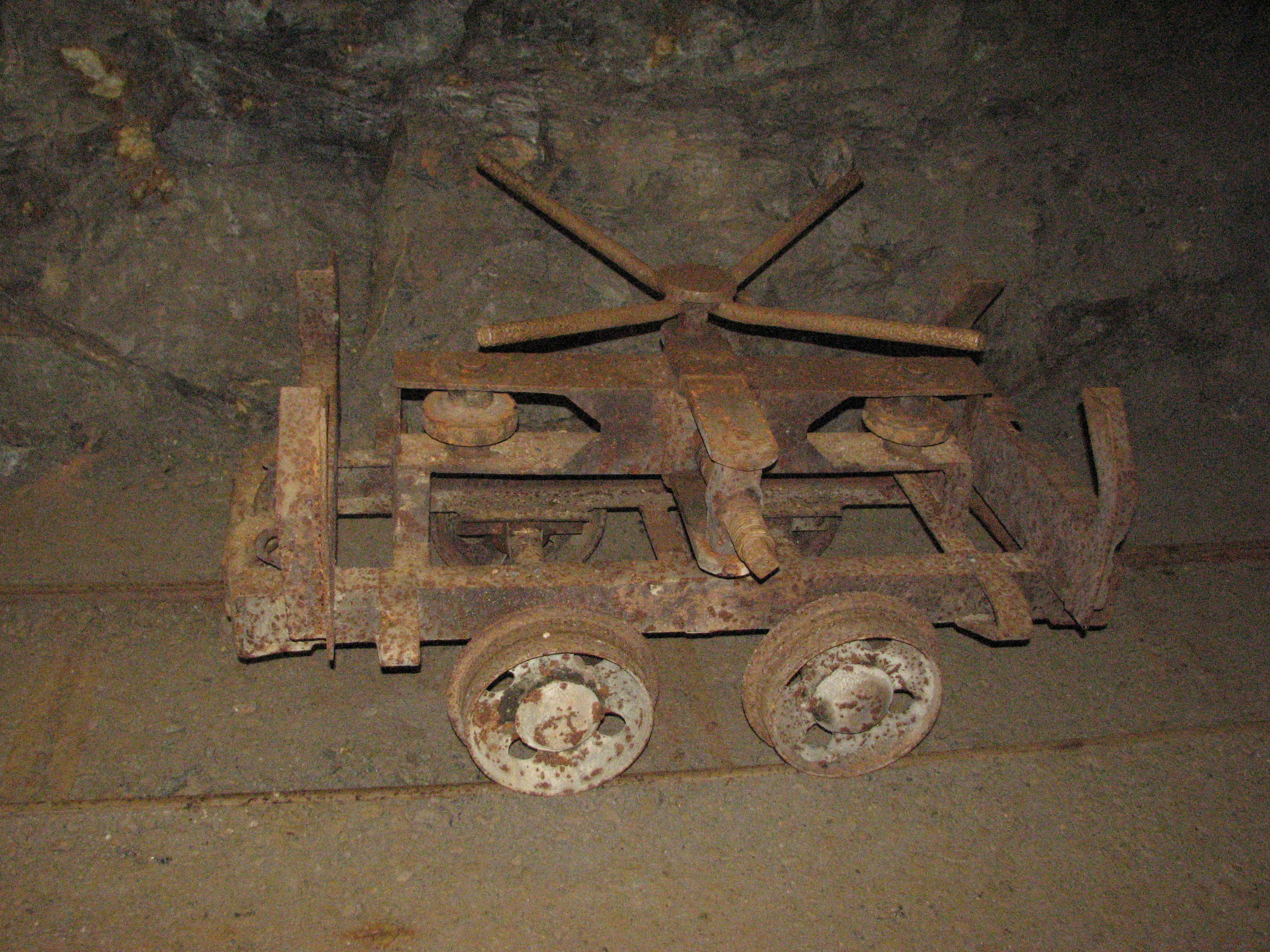
Ein Schienenbiegewagen

### 1997 bis heute: Besucherbergwerk

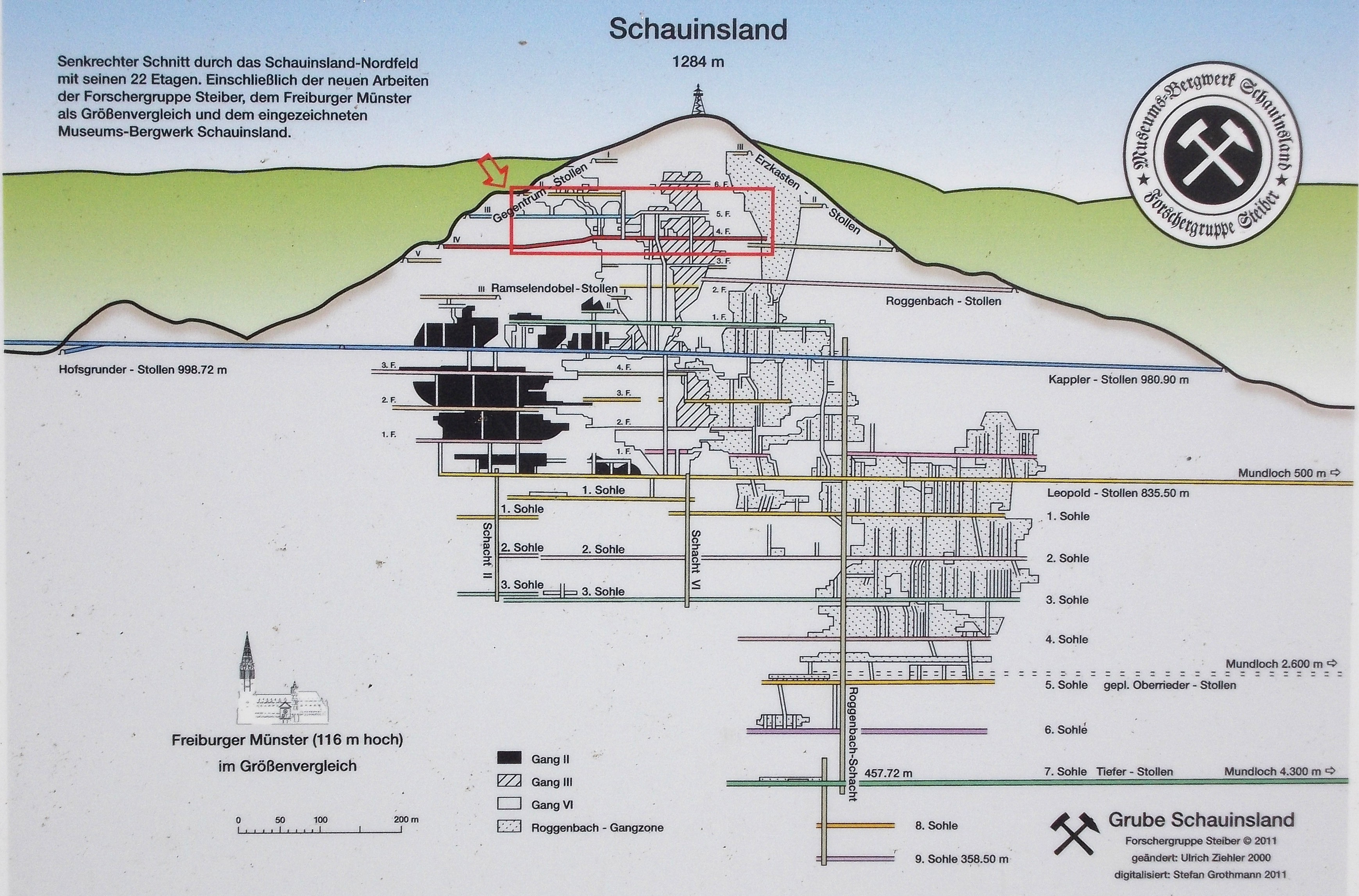
Querschnitt Grube Schauinsland

Bereits ab 1976 wurden eine erste Initiative zur Wahrung des Bergwerkes gestartet, die Forschungsgruppe Steiber.
In über 20 Jahren wurden 30 km Strecken aufgewältigt und zugänglich gemacht. Ab 1997 konnte daraufhin der Besucherbetrieb aufgenommen werden. Das Besucherbergwerk Schauinsland ist eines der größten Schaubergwerke in Deutschland.

## Grubenfeld

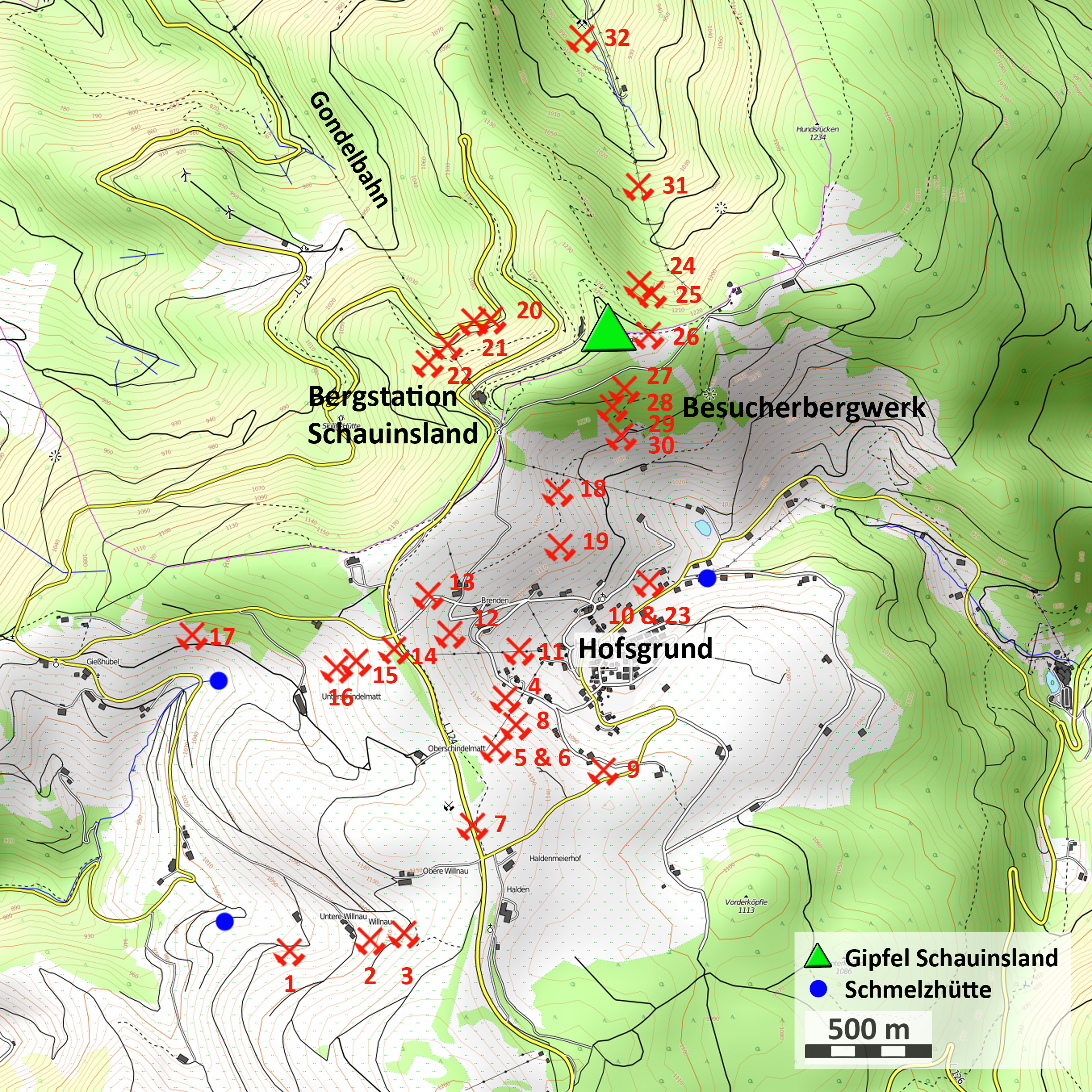
Grubenfeld Schauinsland

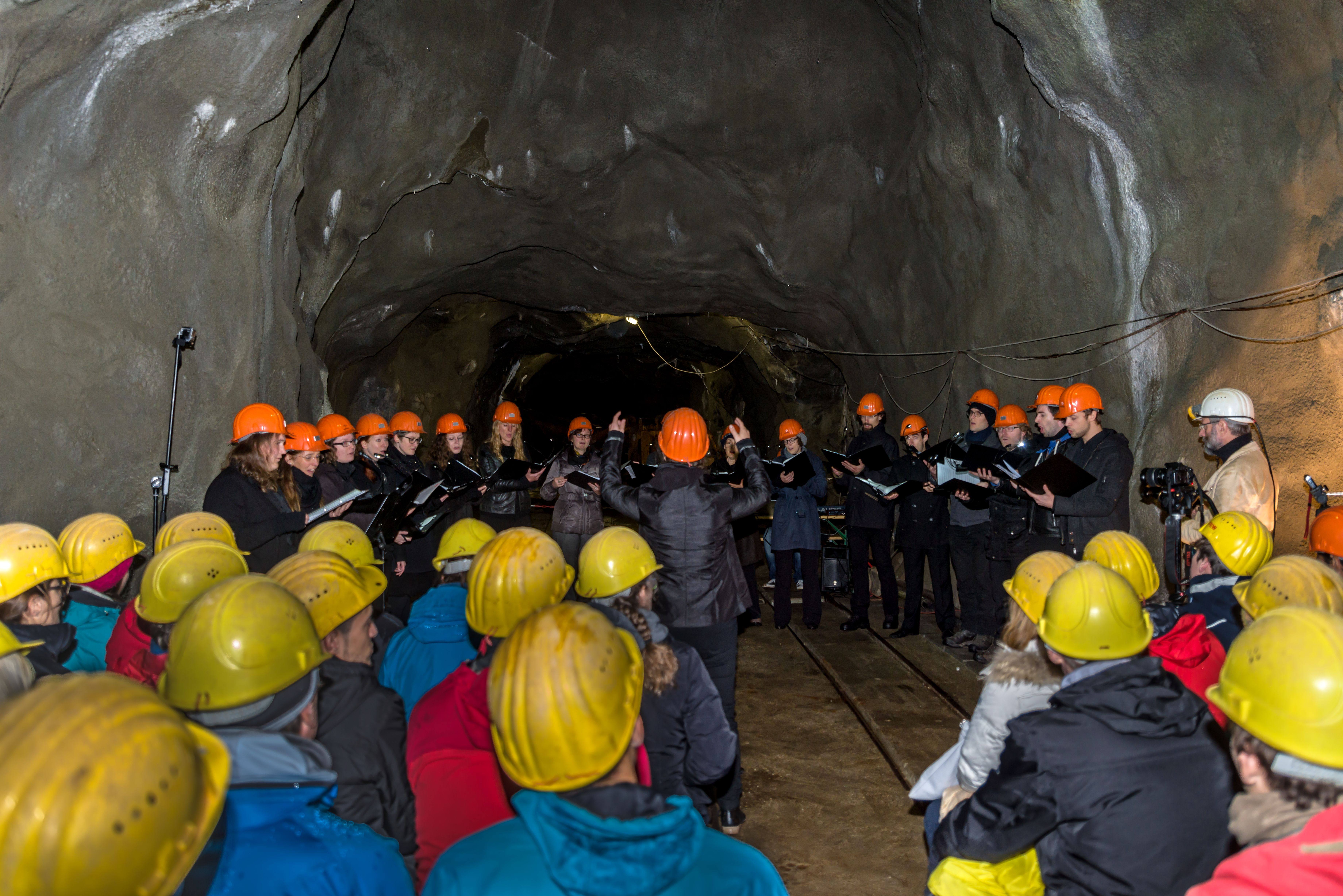
Das Konzert Klangbergwerke vom Neomania Ensemble Freiburg am 9. Oktober 2016 im Bergwerk

Zum Grubenfeld am Schauinsland gehörten 32 Schächte und Stollenmundlöcher. Das Besucherbergwerk befindet sich 700 m östlich der Bergstation der Schauinslandbahn bei Nr. 28 (Gegentrumstollen II).
| Nr.     | Name                         | Nr.     | Name                     |
| ------- | ---------------------------- | ------- | ------------------------ |
| 1 Lage  | Unterster Willnauer Stollen  | 17 Lage | Farnacker Stollen        |
| 2 Lage  | Unterer Willnauer Stollen    | 18 Lage | Schanzenstollen          |
| 3 Lage  | Oberer Willnauer Stollen     | 19 Lage | Rotlache, südl. Stollen  |
| 4 Lage  | Unterer Barbarastollen       | 20 Lage | Ramselendobelstollen I-V |
| 5 Lage  | Oberer Barbarastollen        | 21 Lage | Ramselendobelstollen I-V |
| 6 Lage  | Tagschacht Grube Barbara     | 22 Lage | Ramselendobelstollen I-V |
| 7 Lage  | Schächte an Halde            | 23 Lage | Hofsgrunderstollen       |
| 8 Lage  | Schächte unterhalb Poche     | 24 Lage | Erzkastenstollen I       |
| 9 Lage  | Bühlhofstollen               | 25 Lage | Erzkastenstollen II      |
| 10 Lage | Erbstollen Grube Barbara     | 26 Lage | Erzkastenstollen III     |
| 11 Lage | Unterer Gpsrenggangstollen   | 27 Lage | Gegentrumstollen I       |
| 12 Lage | Mittlerer Gpsrenggangstollen | 28 Lage | Gegentrumstollen II      |
| 13 Lage | Oberer Gpsrenggangstollen    | 29 Lage | Gegentrumstollen III     |
| 14 Lage | Tagschacht am Weiher         | 30 Lage | Gegentrumstollen IV      |
| 15 Lage | Oberer Schindelmatt Stollen  | 31 Lage | Kapplerstollen           |
| 16 Lage | Unterer Schindelmatt Stollen | 32 Lage | Leopoldstollen           |

## Nutzung dieser Liste offline
Zur mobilen und offline Nutzung aller Koordinaten dieser Seite stehen die entsprechende KML-Datei bzw. die GPX-Datei zum Download auf das Smartphone unter folgenden Links bereit:
- KML-Datei
- GPX-Datei